# 머치 (TV 채널)

로고

머치(Much, 이전 명칭: 머치뮤직/영어: MuchMusic)는 캐나다의 TV 채널이다.
주요 프로그램에는 다양한 노래들을 매주마다 유튜브의 조회수나 앨범의 판매량 등으로 순위를 매겨 여러 가지 노래들을 방송하는 'MUCH CONTDOWN', 특정 가수들의 가장 최신 노래와 그 가수의 히트곡을 각각 한 곡씩 방송하는 'MUCH NOW&THEN' 등이 있다.
또한 여러 가지 애니메이션이나 ATV 등에서 볼 수 있는 JIMMY KIMMEL SHOW 등을 볼 수 있기도 하다. 여러 가지 프로그램을 볼 수 있다는 면에서 캐나다의 엔터테인먼트 채널 중에서는 비교적 인지도를 갖고 있다.
2015년 6월 21일 (현지시각 기준) 열리는 MMVA 페스티벌을 개최하여 많은 홍보가 이뤄지고 있다.